# Stinson 108
Die Stinson 108 Voyager ist ein Leichtflugzeug des US-amerikanischen Herstellers Stinson Aircraft Corporation, das nach dem Zweiten Weltkrieg auf Grundlage der Stinson 105 Model 10A gebaut wurde. Stinson war zu dieser Zeit eine Abteilung von Consolidated Vultee, sodass sich die Modellnummer 108 in die Convair-Sequenz einreiht und keinen Bezug zur Stinson-Modellnummer 105 des Vorgängers hat.

## Geschichte

### Entwicklung
Mit dem Ende des Zweiten Weltkriegs in Sicht, richtete die Stinson Division von Consolidated Vultee ihr Augenmerk verstärkt auf den zukünftigen Leichtflugzeugmarkt. Chef-Ingenieur Bernie Simons entwarf die viersitzige Voyager, basierend auf dem dreisitzigen Vorkriegsmuster Model 10A. Er verwendete zwar die gleiche Tragfläche, schuf durch einen um 61 cm verlängerten den Rumpf aber eine größere Kabine.
Für den Erstflug des Prototyps (Kennzeichen NX31519) am 1. Dezember 1944 setzte man als Antrieb noch einen 125 PS leistenden Lycoming-Motor ein. Wegen der unbefriedigenden Flugleistung ersetzte man diesen durch einen 150-PS-Franklin-6A4-150-B3. Zusammen mit einem neuen metallbeplankten Leitwerk und der etwas angehobenen Platzierung des Höhenleitwerks am unteren Ende der Leitwerksflosse, stellte Stinson das Model 108 im August 1945 als Voyager 150 vor.

### Serienfertigung

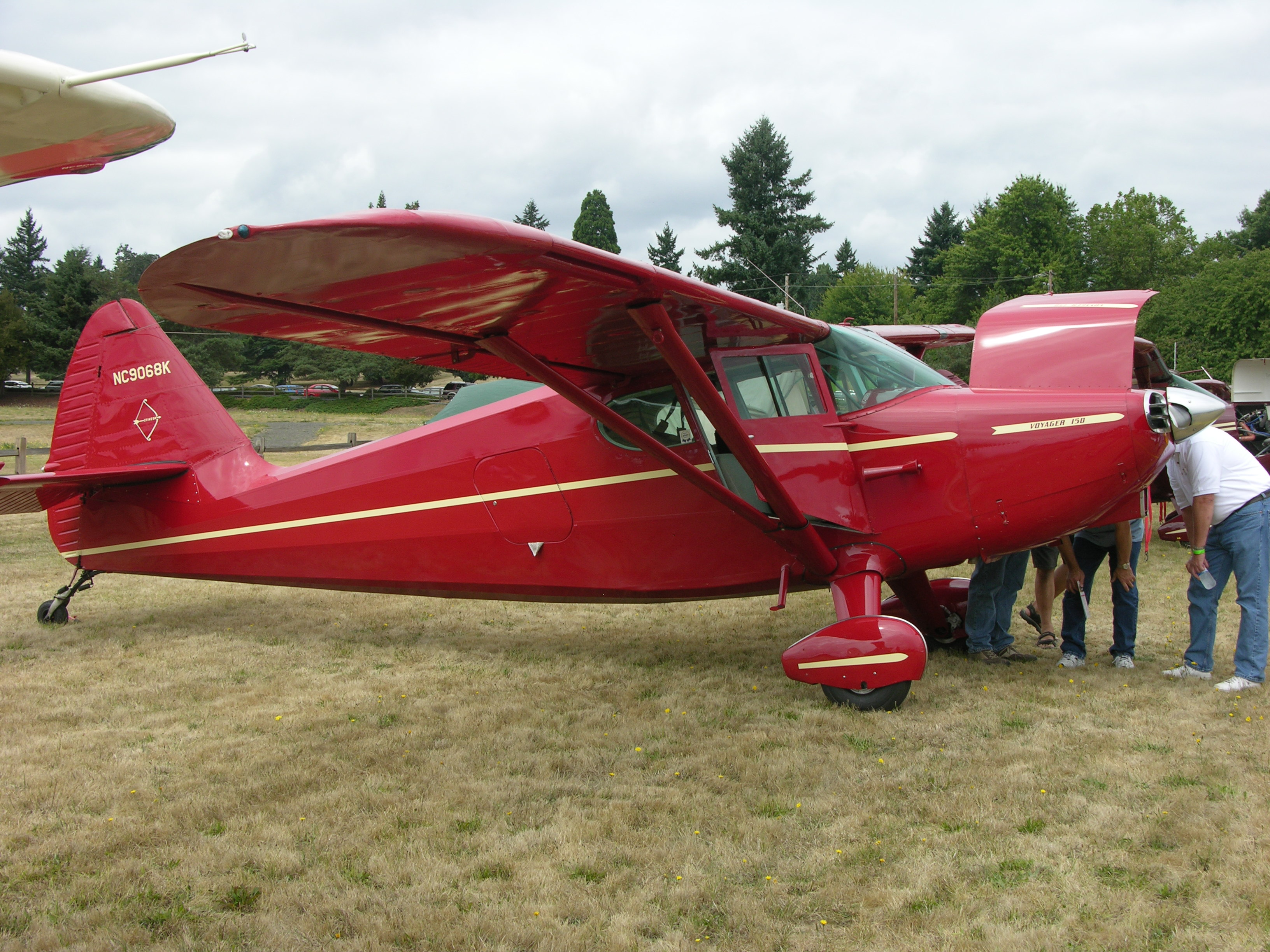
Stinson 108-1

Nicht zuletzt wegen der beworbenen Betriebskosten von zwei US-Cent pro Meile war der Verkaufserfolg groß. So wurden bereits 1946 742 Exemplare hergestellt. Eine leicht verbesserte Ausführung kam mit der 108-1 1947 auf den Markt. Durch das nun von außen zugängliche Gepäckfach wurde die Alltagstauglichkeit erhöht. Von kosmetischer Natur war die neue Form des Steuerhorns. Von der 108-1 wurden 1508 Stück gebaut.
Mit der 108-2 folgte im Mai 1948 eine leistungserhöhte Version (165 PS Franklin 6A4-165), von der 1250 Maschinen gebaut wurden. Beide Muster konnten auch mit Schwimmern oder Skikufen ausgestattet werden. Ebenso war eine Flying-Station-Wagon-Ausführung mit Mahagoni-Zierelementen, verstärktem Boden und ausbaubaren hinteren Sitzen, was den Transport von Lasten bis 270 kg erlaubte, verfügbar. Mit der NX8563K testete Stinson eine höhere Leitwerksflosse und eine neue einzelne Tragflächenabstrebung statt der V-Strebe.

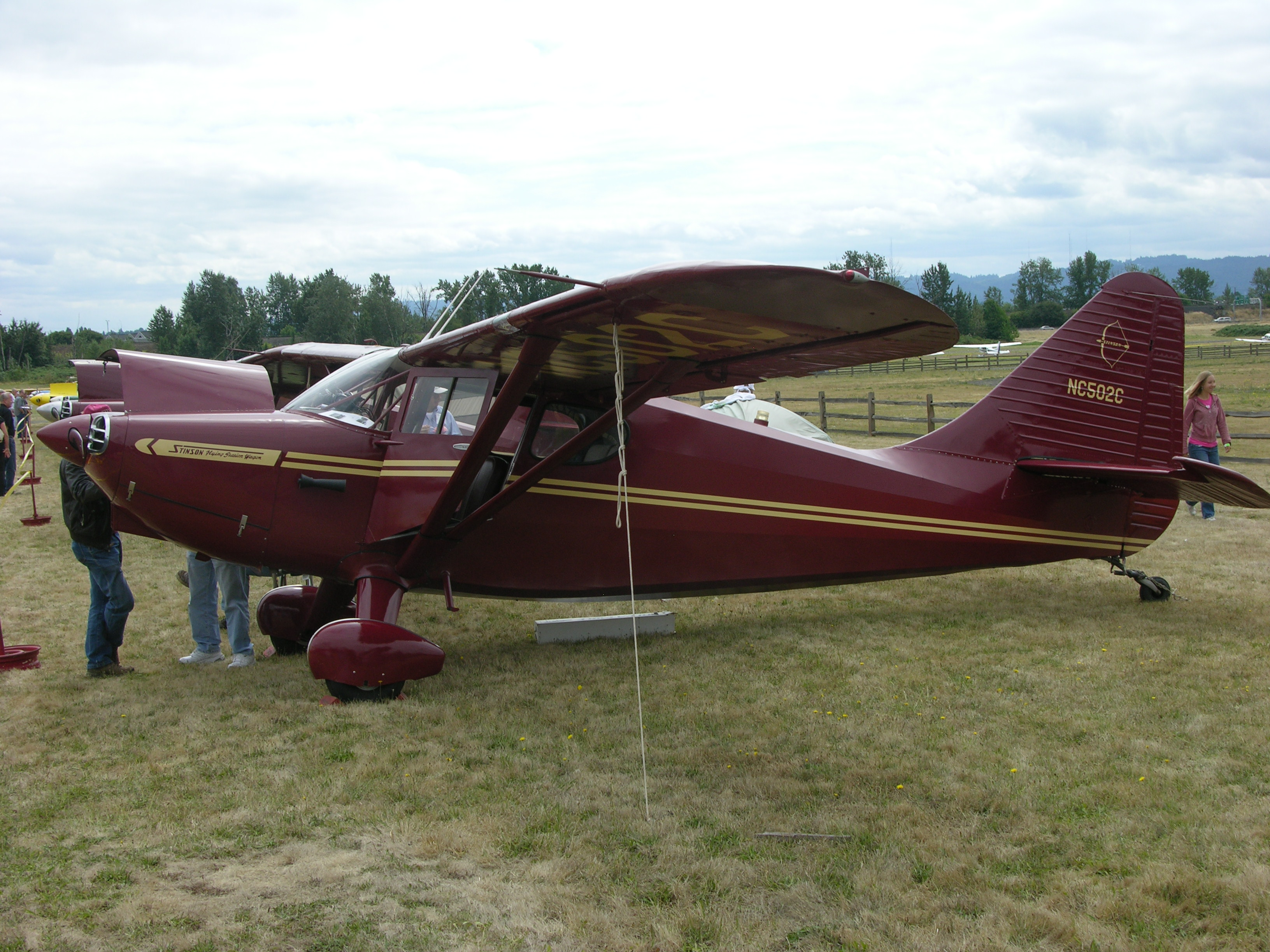
Stinson 108-3

Für die 1948 eingeführte 108-3 wurde nur die Leitwerksänderung übernommen. Zusätzlich konnte durch strukturelle Verbesserungen ein höheres Startgewicht erreicht werden. Auch die Reichweite konnte durch eine Erhöhung des Tankvolumens von 189 L (50 gal.) auf 227 L (60 gal.) verbessert werden. Zwar wurde im Juni 1948 die 5000ste Nachkriegsvoyager fertiggestellt, kurz danach musste jedoch wegen des allgemeinen wirtschaftlichen Abschwungs, die Produktion eingestellt werden. Ein vorgesehenes neues Modell 108-4 mit einem leistungsstärkeren, mit einem Untersetzungsgetriebe versehenen Franklin-Motor, blieb deshalb in der Planungsphase stecken.

### Vermarktung als Piper-Stinson
Ende 1948 wurde die Stinson Division, einschließlich 200 unverkaufter Voyager, an Piper veräußert. Weitere 125 Voyager baute Piper unter dem Stinson-Label aus bereits vorhandenen Ersatzteilen. Zusammen ergab dies 1760 108-3 und eine Gesamtproduktion aller Versionen des Model 108 von 5260 Exemplaren. Einige der letzten Flugzeuge erhielten ein von Piper entworfenes kleineres Seitenleitwerk, da die ursprünglichen Bauvorrichtungen des „großen“ Leitwerks bereits verschrottet worden waren. Am 27. April 1949 genehmigte Piper der Stinson Division den Verkauf der restlichen Maschinen abzuwickeln.

### Betreiber
Die meisten Voyager kamen in private Hände, einzelne Maschinen wurden jedoch auch von Buschflugzeugbetreibern und kleinen Fluglinien betrieben. Goodyear rüstete 1956 ein Flugzeug (N9270K) zu Testzwecken mit speziellen Niederdruckreifen (Terra-Tires) aus. Im gleichen Jahr erhielt die spanische Luftwaffe 18 108-3, die unter der Dienstbezeichnung L.2 eingesetzt wurden.

### Fertigungsende
Alle Rechte am Bau des Modells 108 wurden schließlich an Univair Aircraft Corporation in Aurora (Colorado) verkauft, die 1963 auch die einzige 108-5 aus Ersatzteilen baute. Die 108-5 hatte einen Franklin-6A-335-B1-Motor mit 180 PS. Die Steigerung der Motorleistung wurde am 16. März 1964 auch für alle früheren 108-3 genehmigt. Seitdem erhielten viele Voyager einen nachgerüsteten Lycoming O-435. Ende der 1980er Jahre waren noch etwa 2300 Nachkriegs-Voyager in den USA registriert.

## Technische Daten
| Kenngröße             | Daten der 108-3                                                    |
| --------------------- | ------------------------------------------------------------------ |
| Besatzung             | 1                                                                  |
| Passagiere            | 3                                                                  |
| Länge                 | 7,69 m                                                             |
| Spannweite            | 10,36 m                                                            |
| Höhe                  | 2,13 m                                                             |
| Flügelfläche          | 14,4 m2                                                            |
| Leermasse             | 587 kg                                                             |
| Startmasse            | 1089 kg                                                            |
| Reisegeschwindigkeit  | 201 km/h                                                           |
| Höchstgeschwindigkeit | 214 km/h                                                           |
| Steigleistung         | 177 m/min                                                          |
| Dienstgipfelhöhe      | 4270 m                                                             |
| Reichweite            | 892 km                                                             |
| Triebwerke            | 1 × Franklin 6A-165-B3 oder B4 Sechszylinder Boxermotor mit 165 PS |